# Les Momies: Un voyage dans l’éternité
Les Momies: Un voyage dans l’éternité és una monografia il·lustrada sobre la momificació a l'antic Egipte, els ritus funeraris a l'antic Egipte i la història dels descobriments de la momificació, publicada per la historiadora francesa Françoise Dunand i el doctor en medicina Roger Lichtenberg el 1991.

## Introducció i continguts
Aquest llibre comença amb fotografies a tota pàgina de nou mòmies de la necròpolis de Duch, excavades per l'Institut Francés d'Arqueologia Oriental. Ambdós autors participaren en aquestes excavacions.
Ací els autors expliquen la tècnica de momificació que crearen els egipcis al començament de l'Antic Imperi, que va durar fins a l'Egipte romà (el "retrats de Faium"), i fins i tot sota l'Egipte cristià dels primers segles. Els autors també afigen una dimensió científica al coneixement històric de les mòmies, a partir d'anàlisis radiogràfiques o genètiques dels cossos.
El text es divideix en cinc capítols, seguits d'un conjunt de "testimonis i documents", que ofereix un recull d'extractes de determinats documents antics i textos d'investigadors del segle XIX.
Aquesta col·lecció es basa en una abundant documentació iconogràfica i una manera de crear un diàleg entre la iconografia documental i el text.

### Contingut
El text

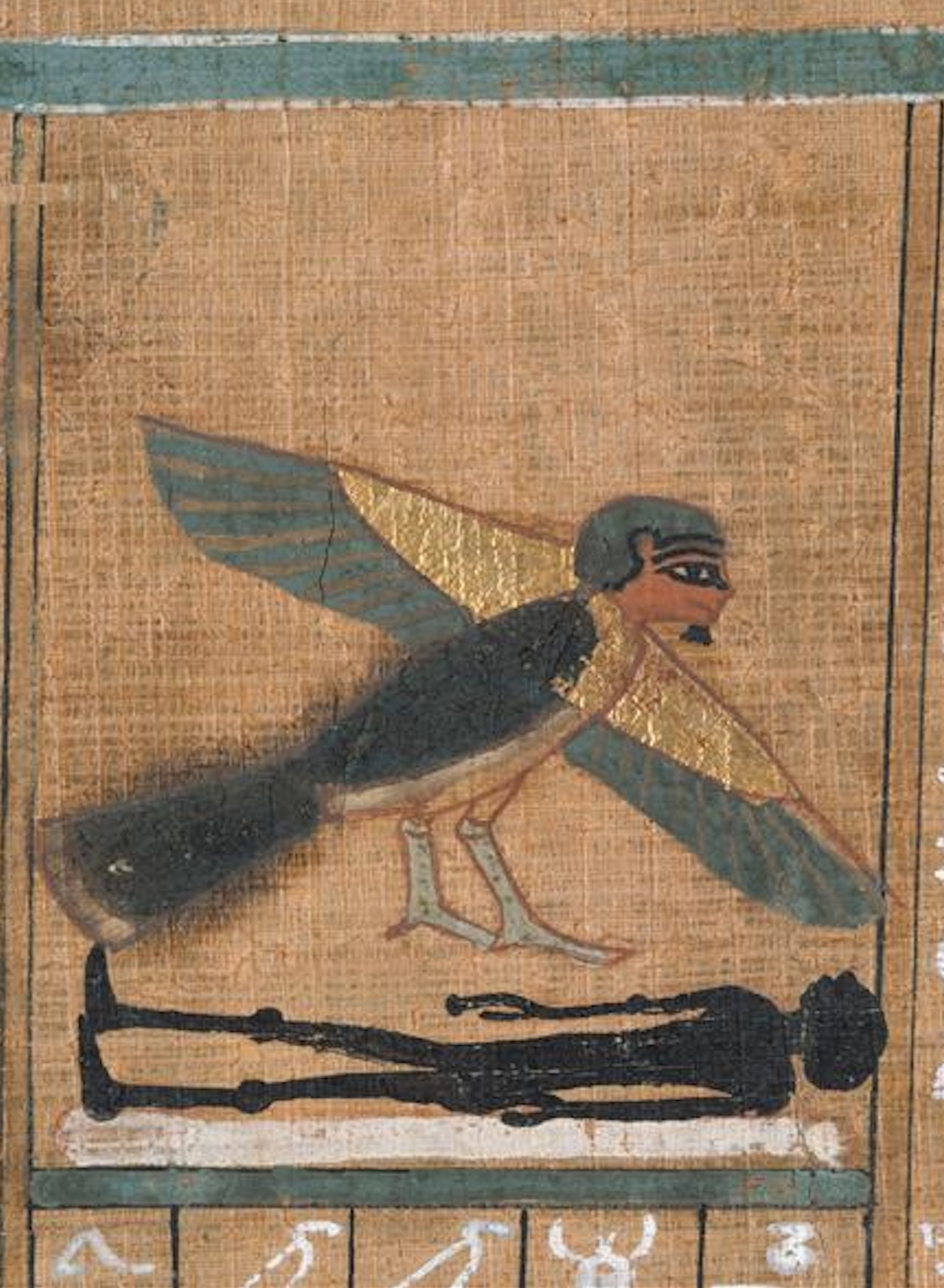
El Ba del difunt revolant sobre el seu cos. Il·lustració del Llibre dels Morts de Tchenena

- Precrèdits (pàgs. 1–9, una successió de fotografies de pàgina sencera)
- Capítol primer: "El descobriment de les mòmies" (pàgs. 13–25)
- Capítol II: "El llarg desenvolupament d'una tècnica" (pàgs. 27–39)
- Capítol III: "Cap a la immortalitat" (pàgs. 41–55)
- Capítol IV: "Del mite de la vida eterna a la crua realitat" (pàgs. 57–75)
- Capítol V: "Sota l'ull de l'estudiós" (pàgs. 77–95)

Testimonis i documents
- Testimonis i documents (pàgs. 98–119)
- Cronologia (p. 120)
- Mapa (p. 121)
- Bibliografia (p. 122)
- Taula d'il·lustracions (pàgs. 123–125)
- Índex (pàgs. 125–127)
- Taula de continguts (p. 128)

## Acollida
El lloc web Babelio dona a aquesta obra una valoració mitjana de 3,18 sobre 5, basada en 14 notes. Al lloc web Goodreads, l'edició dels Estats Units té una valoració mitjana de 3,91 sobre 5 basada en 23 notes; i l'edició del Regne Unit té una valoració mitjana de 3,75 sobre 5 basada en 12 notes, la qual cosa indica crítiques generalment positives.
En la seua ressenya del llibre per a la revista Dialogues d'histoire ancienne (1992), l'historiador francés Georges Tate escriu: "En cinc capítols densos, clars i sumptuosament il·lustrats, els autors ens presenten un dossier sobre el tema a partir dels descobriments més recents, que s'estén a totes les preguntes que es poden fer sobre les mòmies. […] Una obra elegant en què l'interés del text mai no minva mercés a una escriptura viva i clara i a unes il·lustracions destacades per la qualitat i pel suport i, a vegades, per les extensions que aporten al text".

L'egiptòleg rus Victor Solkin va escriure en una ressenya:
| « | Le monde des momies, des masques et amulettes funéraires, des textes commémoratifs et des tombes grandioses est devenu l’une des « cartes de visite » de l’Égypte antique aux yeux de nos contemporains. Il semblerait que beaucoup a été écrit sur ce sujet ; cependant, il est très rare de trouver une publication qui, dans un langage simple et accessible, expliquerait l’essence d’un phénomène aussi complexe et, en même temps, si fascinant. Dans ce contexte, le livre de F. Dunand et de R. Lichtenberg, petit, mais informatif et magnifiquement illustré, deviendrait une véritable trouvaille pour le lecteur russophone, surtout si l’on considère qu’en plus d’informations intéressantes, ses pages contiennent des images de monuments vraiment rares et des images uniques de la chronique. Tout irait bien, mais l’édition russe du livre s’est avérée en partie incorrecte « grâce » au travail de la traductrice. […] Le livre original est bon pour la masse de détails spécifiques, les noms, ce qui permet au lecteur de mieux comprendre le matériel, de faire des comparaisons, de trouver des analogies dans d’autres livres. […] C’est un livre très digne écrit pour tous ceux qui s’intéressent à l’Égypte par deux experts bien connus. Leur texte est accompagné d’excellentes illustrations, très bien reproduites dans la version russe. […] Le livre vaut vraiment la peine d’être acheté, malgré toutes les erreurs de traduction. Pour une raison quelconque, les Britanniques ont pu faire une traduction de haute qualité d’un livre français. Pourquoi sommes-nous pires (El món de les mòmies, les màscares i els amulets funeraris, els textos commemoratius i les tombes grandioses s'ha convertit en una de les "targetes de visita" de l'antic Egipte als ulls dels nostres contemporanis. Sembla que s'ha escrit molt sobre aquest tema. Ara bé, és molt estrany trobar una publicació que, en un llenguatge senzill i accessible, explique l'essència d'un fenomen tan complex i, alhora, fascinant. En aquest context, el petit però informatiu i ben il·lustrat llibre de F. Dunand i R. Lichtenberg esdevindria una autèntica troballa per al lector de parla russa, sobretot si tenim en compte que a més d'una informació interessant, les seues pàgines contenen imatges de monuments realment rars i imatges singulars de la crònica. Tot hauria anat bé, però l'edició russa del llibre va resultar ser en part incorrecta "gràcies" a la feina del traductor. […] El llibre original és bo per a la massa de detalls concrets, noms que permeten al lector entendre millor el material, fer comparacions, trobar analogies en altres llibres. […] Aquest és un llibre molt digne escrit per a tots aquells interessats en Egipte, per dos coneguts experts. El seu text va acompanyat d'excel·lents il·lustracions, molt ben reproduïdes en la versió russa. […] Sens dubte val la pena comprar el llibre, malgrat tots els errors de traducció. Per alguna raó, els britànics van poder fer una traducció d'alta qualitat d'un llibre francés. Per què som pitjors?) ? | » |